# Monumento a los Servicios Aéreos en Arras
El Monumento a los Servicios Aéreos en Arras  es un monumento funerario de la comisión de tumbas de Guerra de la Commonwealth en el Cementerio Faubourg d'Amiens, Arras, Francia. El monumento conmemora a cerca de 1000 pilotos de las fuerzas de la Commonwealth que murieron en el frente occidental durante la Primera Guerra Mundial y que no tienen tumba conocida. El monumento fue diseñado por Edwin Lutyens esculpido por William Reid Dick y presentado por Hugh Trenchard, 1r vizconde de Trenchard, Mariscal de la Real Fuerza Aérea el 31 de julio de 1932.